# Judith II
Judith II, ook wel Salomone genaamd, is een schilderij van de Oostenrijkse kunstschilder Gustav Klimt uit 1909. Het is een tweede versie de kunstenaar maakte van de Bijbelse Judith, na zijn Judith I uit 1901. Het werk is te zien in de Galleria Internazionale d'Arte Moderna in het Ca' Pesaro te Venetië.

## Thema en duiding
Afgebeeld wordt Judith, de Bijbelse vrouw die de Assyrische generaal Holofernes onthoofdde, omdat die het Joodse volk onder de voet dreigde te lopen. Ze houdt het hoofd van Holofernes aan diens lange haren vast, waarmee het bijna ter hoogte van haar voeten komt te bungelen, zijn minderwaardigheid benadrukkend.
Waar de Judith uit 1901 fascineert door haar verleidingskracht en begeerte, belichaamt ze in deze tweede versie vooral het kwaad. De hier afgebeelde vrouw is agressiever, schadelijker en gewaagder. Waar Judith I het hoofd van Holofernes nog lijkt te strelen heeft Judith II haar handen geklauwd om haar buit. Ze is een schoolvoorbeeld van de femme fatale zoals die rond 1900 veelvuldig als thema binnen de schilderkunst was te zien, als belichaming van de nieuwe angst van de man voor de overheersing van de vrouw, die in die tijd steeds zelfbewuster en onafhankelijker werd. Judith II wendt haar blik af en duwt haar hoofd en borsten naar voren. Met haar halfgesloten ogen lijkt ze bijna in trance, alsof ze nog nageniet, welhaast sensuele wijze, van haar zege over de man.

## Stijl en compositie
Stilistisch valt het werk op door de decoratieve stilering van de vormen. Opvallend daarbij is de tweedimensionale uitwerking van de achtergrond en Judiths kleding, maar zeker ook de chromatiek, met gebruik van bladgoud, en de overdaad en decoratieve elementen, welke zo typerend was voor de kunstenaar: krullen, driehoeken, bloemen, spiralen, verticaal doortrokken met gegolfde art nouveau lijnen.
Bijzonder aan het werk is het grote, sterk verticale georiënteerde formaat. Het smalle formaat benadrukt de dramatische spanning van de compositie eens te meer. Ook de vergulde lijst, die onlosmakelijk deel uitmaakt van het kunstwerk, draagt bij aan het scheppen van een beklemmende sfeer. De gouden kleur ervan biedt het werk als het ware een aureool voor Judith, als kenmerk van een zekere verhevenheid.

## Ontstaan, plaats in het oeuvre

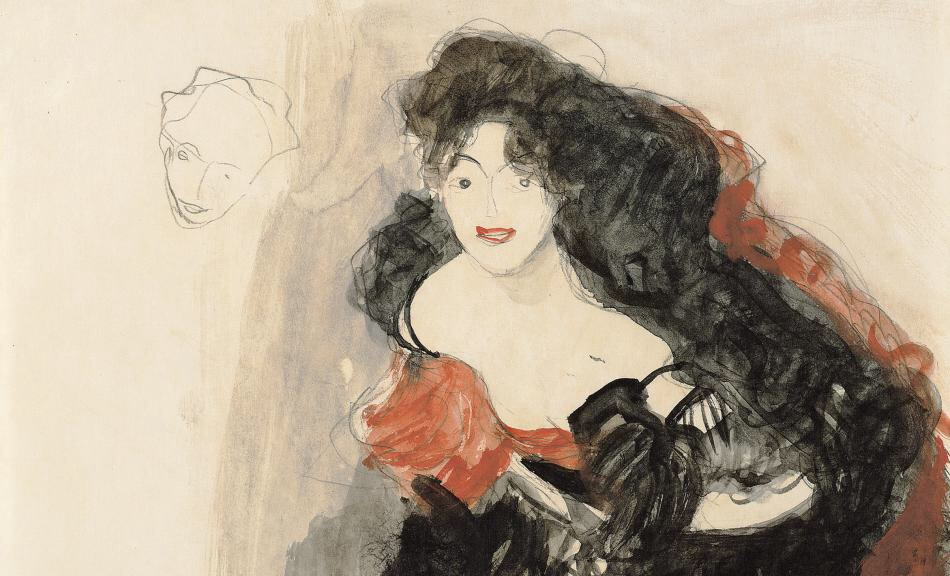
Vroege studie voor Judith II

Judith II werd geschilderd aan het eind van Klimts "gouden periode", gekenmerkt door het veelvuldige gebruik van bladgoud. Hij werkte de figuur uit vanuit enkele studies die aanvankelijk nog ver verwijderd stonden van het uiteindelijke Bijbelse thema, waarvoor het idee allengs gegroeid lijkt te zijn. De opvallende vertekening van haar figuur wijst op een toenemende interesse van de kunstschilder voor het in die tijd opkomende expressionisme, dat zijn latere werk zou beïnvloeden. Bijzonder is de parallel die daarbij getrokken kan worden met het werk van zijn toenmalige leerling Egon Schiele, die eveneens veel met golvende lijnen werkte, onder andere in zijn vroege werk Hafen von Triëst (1907). Opmerkingswaardig is dat het eerste schilderij dat Klimt na Judith II schilderde het qua stijl volledig afwijkende Dame met hoed en verenboa is, eigenlijk zijn enige echte impressionistische werk, gemaakt na een bezoek aan Parijs, onder invloed van Henri de Toulouse-Lautrec.
Klimt exposeerde Judith II tussen april en oktober 1910 op de Biënnale van Venetië. Vervolgens werd het aangekocht door de Galleria Internationale d'Arte Moderna, waar het nog steeds te zien is.

## Galerij

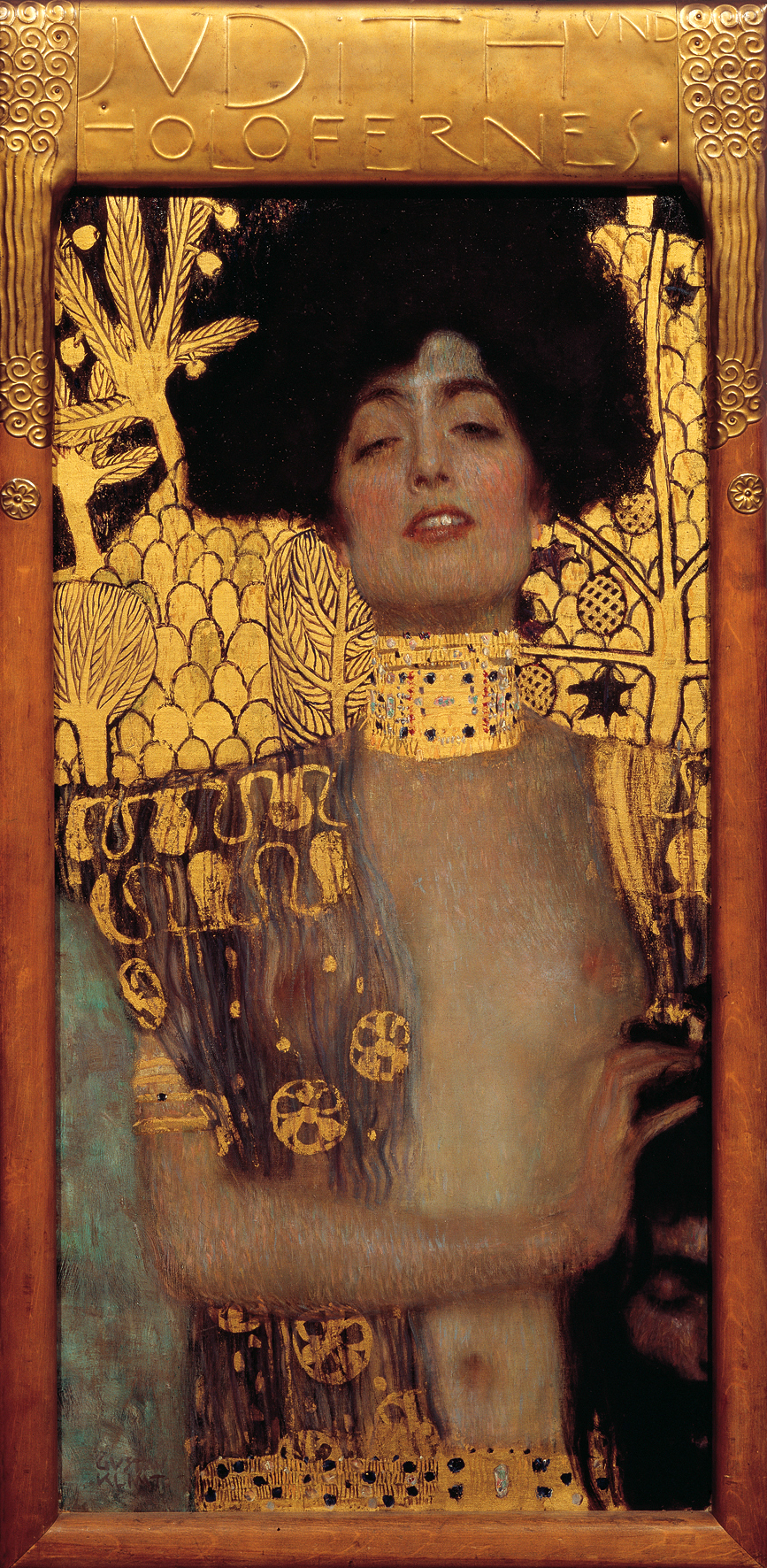
Judith I, 1901
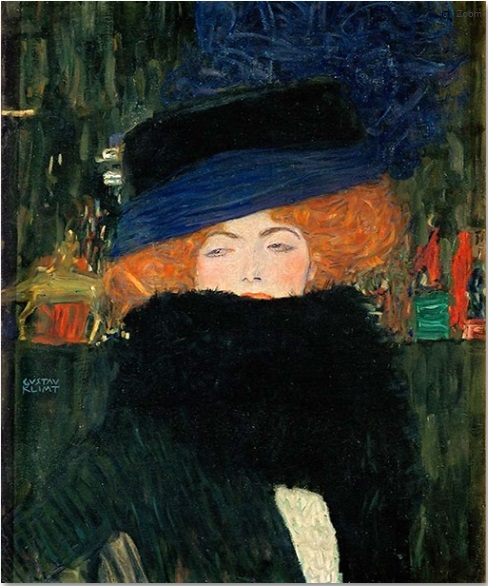
Dame met hoed en verenboa, 1909, geschilderd direct na Judith II
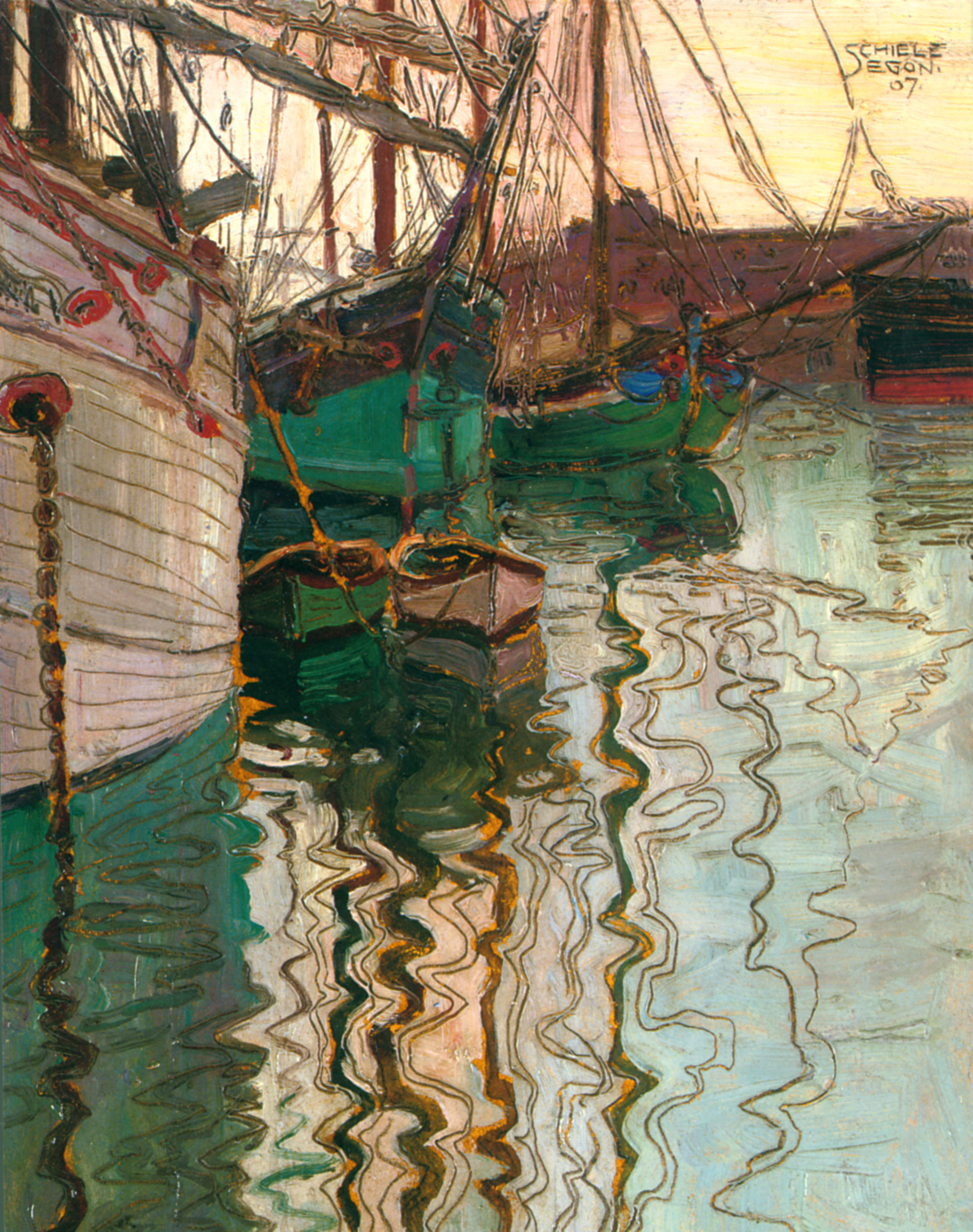
Schieles Hafen von Triëst, 1907